# 사카모토촌 (미야기현)
사카모토촌(坂元村)은 1955년까지 미야기현 와타리군에 있던 촌이다. 현재의 야마모토정 남부에 해당한다.

## 역사
"화명류취초(和名類聚抄)』에 사카모토혼고(坂本郷)라고 기록되어 있다. 간에이 총검지의 결과에 따라 실시된 1644년의 촌락 분할에서 사카모토 고는 사카모토 혼고와 마니와무라 두 마을로 나뉘었는데, 이때 '사카모토 혼고'는 책 이름이 중복되어 혼란스러워 '사카모토(坂本)'에서 '사카모토(坂元)'로 표기를 바꾸었다고 한다.
- 1889년 4월 1일 - 정촌제 시행에 수반해 사카모토촌이 성립하였다.
- 1955년 2월 1일 - 사카모토촌 및 야마시타촌이 합병해, 야마모토정이 성립하였다.

### 쓰나미 피해
1933년 3월 3일 - 쇼와 산리쿠 지진으로 이소하마에 파고 3m90cm의 쓰나미가 덮쳤다. 사망자 및 실종자는 0명이었지만, 중경상자 12명, 전소 10가구, 반파 12가구, 침수 28가구(상부 10가구, 하부 18가구)의 피해가 발생하였다. 당시 쓰나미로 피해를 입은 이소하마, 나카하마 양 부락의 해안에 대지진 기념비를 세우고 표면에 '지진이 발생하면 쓰나미 주의'라고 새겨 넣었다.

## 지역

### 인구
| 1920년 | 4,001명 |  |
| 1925년 | 4,335명 |  |
| 1930년 | 4,691명 |  |
| 1935년 | 4,899명 |  |
| 1940년 | 4,819명 |  |
| 1947년 | 6,803명 |  |
| 1950년 | 6,843人 |  |

※국제조사로부터

## 교통

### 철도
- 일본국유철도 조반선

### 도로
- 국도 6호선